# Kotlenice
Kotlenice falu Horvátországban Split-Dalmácia megyében. Közigazgatásilag Dugopoljéhez tartozik.

## Fekvése
Splittől légvonalban 18, közúton 27 km-re északkeletre, községközpontjától 5 km-re délkeletre a dalmát Zagora területén fekszik. A község települései közül a Mosor-hegység északi lejtőin fekvő Kotlenice a legmagasabb fekvésű. A településhez egy festői, kanyargós út vezet fel, melyről nagyszerű kilátás nyílik a Dugopoljei mezőre és környékére. A településrészek egy-két kilométer távolságban fekszenek egymástól. A falu központjában található a templom, az iskola és a Vranjača-barlanghoz vezető út.

## Története
A település nevét azokról a mélyedésekről kapta, melyek a köves-sziklás dombok között rejtőznek. Ez a terület már az ókorban lakott volt., melyről az illíreknek a Gradinán álló egykori erődített településének maradványai adnak bizonyságot. Néhány mai itt élő család ősei már a 15. században is itt éltek, amikor 1484-ben a poljicaiak először említik egy határleírásban. A török 1524-ben foglalta el a dugopoljei mező településeivel együtt. A török uralom idején muzulmán és pravoszláv lakosság települt a területére. A felszabadító harcok során 1684-ben szabadult fel a település, majd 1687-ben a velencei hatóságok kezdeményezésére a ferences atyák vezetésével a török uralom alatt maradt boszniai Rámából a térségbe jelentős számú új keresztény lakosság érkezett. A felszabadulás után hívei a dugopoljei plébániához tartoztak. Ezt Cupilli érsek is megerősíti, aki 1718-ban egyházlátogatáson járt itt. Leírása szerint a dugopoljei plébániához tartozott a kotlenicei Szent Péter templom, melynek abban az időben földbirtoka is volt. 
A velencei uralomnak 1797-ben vége szakadt és osztrák csapatok vonultak be a Dalmáciába. 1806-ban az osztrákokat legyőző franciák uralma alá került, de Napóleon lipcsei veresége után 1813-ban újra az osztrákoké lett. 1825-ben Kotlenice önálló plébánia lett, melyhez már Liska falu is hozzá tartozott. Ezt a státuszát 1843-ig megtartotta, ekkor azonban anyagi okok miatt visszacsatolták Dugopoljéhoz, szolgálatát pedig káplán látta el. A régi plébániaház is 1825 körül épülhetett, azonban később a II. világháború során leégett és már nem építették újjá. A településnek 1857-ben 247, 1910-ben 385 lakosa volt. 1918-ban az új szerb-horvát-szlovén állam, majd később Jugoszlávia részévé vált. A második világháború idején a Független Horvát Állam része lett, majd a szocialista Jugoszláviához tartozott. 1991 óta a független Horvátország része. 2011-ben a településnek 148 lakosa volt, akik hagyományosan mezőgazdasággal és állattartással foglalkoznak.

## Lakosság
| Lakosság változása | Lakosság változása | Lakosság változása | Lakosság változása | Lakosság változása | Lakosság változása | Lakosság változása | Lakosság változása | Lakosság változása | Lakosság változása | Lakosság változása | Lakosság változása | Lakosság változása | Lakosság változása | Lakosság változása | Lakosság változása |
| ------------------ | ------------------ | ------------------ | ------------------ | ------------------ | ------------------ | ------------------ | ------------------ | ------------------ | ------------------ | ------------------ | ------------------ | ------------------ | ------------------ | ------------------ | ------------------ |
| 1857               | 1869               | 1880               | 1890               | 1900               | 1910               | 1921               | 1931               | 1948               | 1953               | 1961               | 1971               | 1981               | 1991               | 2001               | 2011               |
| 247                | 279                | 255                | 268                | 296                | 385                | 500                | 510                | 328                | 288                | 297                | 251                | 172                | 155                | 133                | 148                |

## Nevezetességei
- Szent Péter és Pál apostolok tiszteletére szentelt római katolikus plébániatemploma 1873-ban épült a régi templom helyén faragott kövekből. Tetőzete három részre oszlik, melyből az első rész a hajó felett, a második rész a szentély felett, míg a harmadik rész a félköríves apszis felett épült. Oltára fából készült, rajta Szent Péter szobrával. A szentély oldalában található, a szintén faragott kövekből épített sekrestye. A harangtornyot a homlokzatba építették bele, a harangok szintjén körben, egy emelettel lejjebb pedig csak elöl hosszúkás félköríves biforámás ablakok díszítik. Legfelül látható a kőből épített gúla alakú toronysisak. A hajó falának és az ablakok kőkereteinek egyes részei valószínűleg a régi templomból valók. 1980-ban az alapjaitól fogva megújították. Ezen munkák során az oltár elé új, szembemiséző oltárt építettek. A padozat felszedése során megtalálták a régi templom alapfalait is. A régi templom építésére nem áll rendelkezésre biztos adat. Cupilli érsek 1718-ban feltételezte, hogy az érkezése előtt felújított templom már a török hódítás előtt is állt.
- A Mosor-hegység középső részének északi lábánál található Vranjača-barlang. A Splitből Dugopoljén át vezető úton a Kotlenicához tartozó Punde településrésznél kell letérni, majd egy háromszáz méter hosszú makadámút vezet a barlang bejáratához. A barlang bejárati része már ősidők óta ismert a helyiek körében, míg a második részt a terület egykori tulajdonosa Stipe Punda fedezte fel miután egy sebesült galambért áthatolt egy szűk átjárón. 1900-ban a zárai PTD Liburnija barlangkutató szakosztálya folytatta feltárását, az első tudományos cikket pedig a bécsi dr. Fritz Kerner geológus írta róla. Természeti szépségeinek ismertetéséért publikációival különösen sokat tett Umberto Girometta professzor. Ő állapította meg az itt talált használati tárgyak és csonttöredékek alapján, hogy a barlang már az őskorban is lakott volt. A turisták számára látogathatóvá a Splitben 1925-ben megalapított HPD Mosor hegymászó egyesület tagjai tették. A II. világháború után főként hegymászók és kisebb kiránduló csoportok látogatták. 1963-ban védetté nyilvánították, 1970-ben villanyvilágítást kapott. A cseppkövekben gazdagságát tekintve ez az egyik legszebb, a turisták számára is látogatható barlang Dalmáciában.